# 가르교
가르교( - 橋, 프랑스어: Pont du Gard 퐁뒤가르[*])는 프랑스 옥시타니 가르주 가르동 강에 놓인 고대 로마 시절의 수도교이다. 세계유산으로 지정되어 있다.
인구가 많았던 고대 로마에서 '물'은 가장 기본적이면서도 생존과 직결된 아주 중요한 자원이었다. 로마는 인구가 계속 증가하면서 거대 도시를 유지하기 위해서 보다 많은 물 자원이 필요하게 되었는데, 결국 높은 산 위의 물을 이용할 수 있는 수로 시설로서, 세계유산으로 지정되어 있는 웅장한 수로이다.

## 같이 보기
- 로마의 수도교 목록